# Desierto de Yuma
El Desierto de Yuma (en inglés: Yuma Desert) es una sección del desierto de Sonora, en el suroeste de Estados Unidos y al noroeste de México. Se encuentra en la cuenca del Salton. El desierto contiene áreas de escasa vegetación y tiene áreas notables de dunas de arena. Con una precipitación media de menos de 8 pulgadas (200 mm) cada año, este es uno de los desiertos más duros en América del Norte. La presencia humana es escasa en toda el área, la ciudad más grande es Yuma, en Arizona, en el río Colorado y en la frontera con California.
El desierto incluye las partes de menor elevación de la esquina suroeste de Arizona, que se extiende hacia el oeste hasta el río Colorado. En el otro lado del río, en California, esta la región del desierto de Sonora, también conocido como el desierto de Baja. Aunque las dos regiones están separadas solo por el río Colorado, existen numerosas especies de plantas y animales que viven solamente en un lado o el otro, como el cactus saguaro, que esta solamente al este del río.